# Brigata San Faustino - Proletaria d'urto
La Brigata San Faustino - Proletaria d'urto è una formazione partigiana operante in Alta Umbria tra il settembre del 1943 e il luglio del 1944.

## Area operativa e organizzazione
L'area operativa della brigata è la zona montuosa a est della Valtiberina, nel quadrilatero compreso tra Città di Castello, Umbertide, Gubbio e Apecchio, con al centro il comune di Pietralunga.
La brigata arriva a coinvolgere nei periodi di massima attività circa 350 partigiani, di estrazione perlopiù contadina e operaia, organizzati nei gruppi "Montebello", "Cairocchi", "Morena", "Capanne", "San Benedetto" e il gruppo GAP di Gubbio.

## Attività

Partigiani della Brigata San Faustino - Proletaria d'urto

La brigata viene costituita nel settembre del 1943 su iniziativa del proprietario terriero liberale Bonuccio Bonucci, in località San Faustino, presso Pietralunga: da cui il nome originario, Brigata San Faustino. A seguito della delazione di una spia, nel febbraio del 1944 Bonucci e il gruppo dirigente della brigata vengono arrestati. Assume allora il comando l'ufficiale Mario Bonfigli "Mefisto", che viene sostituito poi in aprile da Stelio Pierangeli "Geo Gaves". Il comunista Dario Taba "Libero", proveniente dalla Brigata Francesco Innamorati di Perugia, è il commissario politico. Da liberale e badogliana, la connotazione politica della formazione si sposta a sinistra, cambiando anche il nome in 1ª Brigata Proletaria d'urto.
La Brigata dette rifugio al Console Americano Walter Orebaugh, il quale divenne col tempo un membro del gruppo dirigente, che collaborò finanziariamente ed in seguito con lanci di viveri e armi, dopo aver raggiunto gli alleati nell'aprile 1944.
L'attività militare della brigata è per tutto il periodo dell'occupazione molto limitata dalla cronica carenza di armi ed equipaggiamento, dalla scarsa preparazione del gruppo dirigente del CLN perugino (che si costituisce solo nel dicembre del 1943) e dall'estrema autonomia dei vari gruppi che la compongono. Per lungo tempo si deve limitare ad attività di sabotaggio, attacchi agli ammassi per la distribuzione dei viveri alla popolazione e agguati contro piccole pattuglie tedesche e fasciste. Nella seconda metà di aprile, a seguito dei ripetuti attacchi e il disarmo delle caserme della Guardia Nazionale Repubblicana (GNR), la Brigata riesce a costituire una zona liberata autonoma con al centro il comune di Pietralunga, proclamata ufficialmente il 30 aprile 1944.Dopo 22 anni a Pietralunga si festeggia il 1º Maggio.Canti e balli sia al centro dove tiene un comizio il ten.col.Venanzio Gabriotti, sia presso la località La Valle dove arringa i Partigiani un antifascista della prima ora il Pietralunghese Angelo Lorenzini..La notte tra il 5 e il 6 maggio avviene un cruento scontro a Montone con i tedeschi:I tedeschi scappano e la Brigata disarma la caserma della GNR. La mattina del 7 maggio, dalle ore 7 circa, la zona controllata dalla Brigata veniva sottoposta a un pesante rastrellamento, nel corso del quale vennero fucilati sette ragazzi romani in cerca di vivande nella piazza centrale di Pietralunga.Il 9 maggio a Città di Castello veniva invece fucilato senza processo l'eroe di guerra Venanzio Gabriotti, medaglia d'oro al valor militare, che dopo l'8 settembre aveva contribuito a organizzare e a tenere i contatti con le bande partigiane della zona.GABRIOTTI era stato arrestato a Città di Castello la sera del 1º Maggio al ritorno da Pietralunga.Terminato il rastrellamento,da metà giugno tale zona viene controllata dai partigiani senza interruzioni fino al momento del passaggio del fronte, nel luglio del 1944, durante il quale la Brigata aiuta le forze alleate nell'avanzata e fornisce uomini per il mantenimento dell'ordine pubblico.